# Volgordeschakeling
Een volgordeschakeling of sequentieel circuit is een digitale elektronische schakeling waarvan de staat van de uitgangen afhangt van de vorige toestand van de machine. Men zou kunnen zeggen dat het circuit een geheugen heeft.
Men onderscheidt twee soorten: Moore-type en Mealy-type. Bij het Moore-type zijn de uitgangen alleen functie van de toestand van de machine terwijl bij het Mealy-type de uitgangen functie zijn van de toestand en van de ingangen van de machine.
Voorbeelden van sequentiële circuits zijn:
- Flip-flop, de elementaire bouwsteen van elke volgordeschakeling
- Binaire tellers
- Statemachines
- Schuifregister
- Frequentiedelers
- Latches